# 甘肃大戟
甘肃大戟（学名：Euphorbia kansuensis）为大戟科大戟属的植物。分布在中国大陆的甘肃、陕西、河北、河南、青海、宁夏、湖北、四川、内蒙古、江苏、山西等地，生长于海拔500米至4,400米的地区，常生于草丛、灌丛、沟谷、山坡和林缘，目前已由人工引种栽培。

## 别名
阴山大戟（植物分类学报）